# ベンゼンから生ずる中毒の危害に対する保護に関する条約
ベンゼンから生ずる中毒の危害に対する保護に関する条約（ベンゼンからしょうずるちゅうどくのきがいにたいするほごにかんするじょうやく、英語: Convention concerning Protection against Hazards of Poisoning Arising from Benzene）は、国際労働機関の条約。1971年6月23日に採択、1973年7月27日に発効した。労働者がベンゼンにさらされる業務における安全規定を定めた条約であるが、ベンゼンの使用禁止については規定していない。
2018年4月時点で38か国が批准している。